# La Liberté au bout du chemin
Pour les articles homonymes, voir Le Chemin de la liberté.
Pour plus de détails, voir Fiche technique et Distribution.
La Liberté au bout du chemin (The Long Walk Home), également connu sous le titre Le Chemin de la liberté, est un film dramatique américain réalisé par Richard Pearce et sorti en 1990.
Le film s'inspire d'évènements ayant eu lieu en 1955 : le boycott des bus de la ville de Montgomery en Alabama et des pratiques ségrégationnistes contre les Noirs en vigueur à cette époque aux États-Unis.

## Synopsis
L’histoire se déroule à Montgomery, Alabama, aux États-Unis en 1955. Odessa Cotter, femme de ménage, est employée par Miriam Thompson, femme blanche distinguée, issue de la bourgeoisie. C’est la fille de Miriam, Mary Catherine, qui relate cette histoire. 
Odessa et sa famille sont confrontées aux problèmes sociaux et raciaux des Noirs américains de cette époque : pauvreté, violence et discrimination. Lorsqu’un boycott des bus par les Noirs oblige Odessa à parcourir de nombreux kilomètres par jour pour pouvoir se rendre à son travail, son employeur, Miriam Thompson qui ne s’était jamais intéressée à elle, lui propose de l’accompagner deux jours par semaine pour la soulager de la fatigue. Malheureusement, Miriam se heurte rapidement aux pressions de son entourage. Malgré de fortes disputes avec son mari, elle finit par prendre part au boycott.

## Fiche technique
- Titre original : The Long Walk Home
- Titre français : La Liberté au bout du chemin[1]
- Titre français alternatif : Le Chemin de la liberté
- Réalisation : Richard Pearce
- Scénario : John Cork
- Musique : George Fenton
- Photographie : Roger Deakins
- Montage : Bill Yahraus
- Distribution des rôles : Jo Doster et Shari Rhodes
- Décors : Blake Russell
- Costumes : Shay Cunliffe
- Direction artistique : Margery Z. Gabrielson
- Décorateur de plateau : Gretchen Rau
- Production : Taylor Hackford et Stuart Benjamin
- Sociétés de production : Dave Bell Associates et New Visions Pictures
- Société de distribution : Miramax Films
- Pays d'origine :  États-Unis
- Langue originale : anglais
- Format : couleur (Deluxe) - 35 mm - 1,85:1 - Dolby Stereo
- Durée : 97 minutes
- Dates de sortie : 
  - États-Unis : 21 décembre 1990
  - France : 23 février 1994[1]

## Distribution
- Sissy Spacek : Miriam Thompson
- Whoopi Goldberg (VF : Maïk Darah) : Odessa Cotter, la femme de ménage
- Dwight Schultz : Norman Thompson
- Ving Rhames : Herbert Cotter
- Dylan Baker : Tunker Thompson
- Erika Alexander : Selma Cotter
- Lexi Randall : Mary Catherine
- Richard Habersham : Theodore Cotter
- Jason Weaver : Franklin Cotter
- Crystal Robbins : Sara Thompson
- Cherene Snow : Claudia
- Chelcie Ross : Martin
- Dan Butler : Charlie
- Philip Sterling : Winston

## Autour du film
- Ce film est un remake de Long Walk Home, un court métrage écrit par John Cork et réalisé par Beverlyn Fray en 1987[2]. Il a été présenté à la première du festival international du film de Toronto, le 11 septembre 1990.
- L'un des trois bus utilisés dans ce film est celui dans lequel Rosa Parks a été arrêtée[3].